# CSI: Miami (6. sezona)
Šesta sezona serije CSI: Miami je premijerno prikazana na američkom kanalu CBS 24. rujna 2007., a završila je 19. svibnja 2008. godine.

## Glumačka postava
| Glumac/glumica   | Lik               | Glumi u ep. |
| ---------------- | ----------------- | ----------- |
| David Caruso     | Horatio Caine     | 1 - 21      |
| Emily Procter    | Calleigh Duquesne | 1 - 21      |
| Adam Rodriguez   | Eric Delko        | 1 - 21      |
| Khandi Alexander | Alexx Woods       | 1 - 19      |
| Jonathan Togo    | Ryan Wolfe        | 1 - 21      |
| Eva LaRue        | Natalia Boa Vista | 1 - 21      |
| Rex Linn         | Frank Tripp       | 1 - 21      |
| Sofia Milos      | Yelina Salas      | 1           |
| Rory Cochrane    | Tim Speedle       | 4           |

## Epizode
| Ep. u seriji | Ep. u sezoni | Naziv epizode                | Datum emitiranja |
| --- | ------------ | ---------------------------- | ---------------- |
| 122 | 1            | "Dangerous Son"              | 24.9.2007.       |
| Tripp i Jake Berkley pozvani su u kuću na obali pošto se čula pucnjava. Čuje se još jedan metak i beživotno tijelo ispadne kroz prozor. Ubojica pobjegne gliserom. Žrtva je Andrew Bennett, policajac koji trenutačno radi na dvije tisuće slučajeva. Horatio sluti da žrtva zbog svog zanimanja ima mnogo neprijatelja te sazna da je jedan od osumnjičenika za ubojstvo njegov sin za kojega nije znao da ga ima. |              |                              |                  |
| 123 | 2            | "Cyber-lebrity"              | 1.10.2007.       |
| U Odjelu za zločine spoznaju što je 'cyber slava' kada istražuju bizarnu smrt tinejdžera čija je djevojka preko noći postala zvijezda na internetu. Candace Walker, lijepu srednjoškolku i plivačku zvijezdu, uhode preko interneta. Njezina je fotografija stavljena na mrežu i postala je internetska senzacija. Sada je svi fotografiraju i dodaju njezine slike na stranicu. Dok je gomila pozdravlja na plivačkom mitingu, Candace se priprema zaroniti, ali zastane jer njezinog dečka Lukea Selyana pogodi i ubije strijela. Bojeći se da je iduća meta Candace, Horatio postavi Ryana Wolfea za njezina tjelohranitelja.                                   |              |                              |                  |
| 124 | 3            | "Inside Out"                 | 8.10.2007.       |
| Julio Rentoria, moderni otpadnik koji je okupio vojsku obožavatelja, i njegova dva kompanjona, Trevor Battle i Oscar Mohan, u pritvoru su nakon što su brutalno pretukli čovjeka. Rentoria nudi dva milijuna dolara onome tko ih izvuče iz zatvora. Ukrcaju se na zatvorski autobus u kojem je i Kyle, Horatiov sin. Odmah nakon polaska vozač se zabije u auto ispred, vrata autobusa se otvore i zatvorenici pobjegnu dok se civili okupljaju. U svom tom kaosu jedna se sruši na tlo, ustrijeljena metkom. |              |                              |                  |
| 125 | 4            | "Bang, Bang, Your Debt"      | 15.10.2007.      |
| Dvoje 19-godišnjaka, Jessica Taylor i Brandon Fox, zaspu u autu. Brandon se probudi dok vatra guta vozilo. Dok stigne ekipa za očevid, Jessica je mrtva, a Brandona nađu u nesvijesti uz cestu. Delko pod autom nađe tekućinu, što znači da je netko prerezao kočnicu i da se tekućina zapalila. Ekipa istražuje ubojstvo studentice, dok Delko misteriozno nakratko vidi pokojnog Tima Speedlea. |              |                              |                  |
| 126 | 5            | "Deep Freeze"                | 22.10.2007.      |
| Novinarka Wendy LeGassic zove umirovljenu nogometnu zvijezdu Douga McClaina. Dok razgovaraju, Doug ispusti uzdah boli jer ga nož ubode u vrat. Nakon dolaska na poprište, Odjel za zločine otkrije Dougovu krv na zidu - njegovi posljednji otkucaji srca vide se u obliku sukljanja krvi. Pokušavaju otkriti tko ga je ubio i zašto. Nađu i telefon na kojem je bio u trenutku ubojstva te kreću u rekonstrukciju posljednjih poziva. |              |                              |                  |
| 127 | 6            | "Sunblock"                   | 29.10.2007.      |
| Skupina atraktivnih 20-godišnjaka izležava se oko bazena kada se dogodi pomrčina Sunca. Svi se, osim Ronnieja Templea, oduševe pomrčinom. Ronnie ostaje zavaljen u ležaljci, a netko ga zadavi žicom i prereže mu grkljan. Kada pomrčina završi, Ronnie je mrtav, a njegovu ubojici nema ni traga ni glasa. Calleigh pokraj žrtve nađe metalnu kutiju kojoj nije mjesto pokraj bazena. Kutija je prazna. Pomoću uzoraka, Odjel za zločine identificira Maria Montera. |              |                              |                  |
| 128 | 7            | "Chain Reaction"             | 5.11.2007.       |
| Počinje šokantna modna revija. Dvije manekenke s neonskim krilima - jedna s plavim, druga sa zelenim - hodaju niz modnu pistu. Zatim se Alisha Reilly uputi prema zlatnoj šipki. Kada je uhvati, električna struja strese joj tijelo i ubije je. Provodeći istragu, ekipa za očevid sazna da su svjetla koja će osvjetljavati manekenke bila označena po imenima manekenki. Nađu i pramen plave kose ispod pozornice u blizini rasvjete. Dolaze do Juliane Ravez, manekenke u plavoj vlasulji. Juliana kaže da je samo čavrljala s majstorom rasvjete ispod pozornice.                                                                                             |              |                              |                  |
| 129 | 8            | "Permanent Vacation"         | 12.11.2007.      |
| Obitelj Parnety - otac Roger, majka Denise i braća Shane i Brian - žurno napuštaju hotel kako bi stigli na let kući. Svatko krene svojim putem. Dok je Shane u garaži, Denise skuplja torbe, a Roger je u kupaonici, Briana ustrijele u lice na osmom katu u dizalu hotela. Odjel za zločine rješava naizgled nasumično ubojstvo mladog turista u liftu skupog hotela. |              |                              |                  |
| 130 | 9            | "Stand Your Ground"          | 19.11.2007.      |
| Calleigh se vraća u auto nakon užine s prijateljima. Kamion zakoči pokraj nje i suputnik joj uperi pištolj u lice. Calleigh brzo reagira, odgovori na prijetnju pištoljem i kaže da je policajka. Vozilo odjuri, ali prije toga izbije Calleighici pištolj iz ruke. Izađe iz svog auta kako bi uzela pištolj, a kamion se tada okrene želeći je pregaziti. Calleigh puca u kamion. Ubije vozača Marla Dowda, koji izgubi kontrolu nad vozilom i zabije se u izlog dućana. Calleigh, koja nije bila na dužnosti, pozove pojačanje i pristupi mjestu zločina. Ondje vidi da je vozač mrtav, suvozač je nestao, a nedužna žena Valerie Gaynor je mrtva ispod kamiona. |              |                              |                  |
| 131 | 10           | "CSI: My Nanny"              | 26.11.2007.      |
| Tijekom zabave imućne obitelji Lambert njihova petogodišnja kći Megan uđe u sobu krvavih stopala. Objavi gomili da se njezina dadilja Vanessa neće probuditi. Kate i Dennis Lambert bojažljivo prate kćerkine krvave tragove te otkriju da je jedna od njihovih dadilja, Vanessa Waters, ubijena dvama ubodima u prsa. Svi su sudionici zabave zadržani na uzimanju otisaka i ispitivanju. Nož se nigdje ne može naći. Odjel za zločine otkriva da je nekoliko ljudi imalo motive i sredstva. |              |                              |                  |
| 132 | 11           | "Guerillas in the Mist"      | 10.12.2007.      |
| Trojica muškaraca koji ilegalno prodaju oružje "ispare" i ekipa CSI-a počne istraživati njihovu smrt. Od muškaraca je ostala samo velika lokva krvi i komadi kože u cipelama. Calleigh nađe metak. Riječ je o metku koji pripada pištolju DX-4, strahovito opasnom novom ilegalnom elektroničkom oružju. Zahvaljujući opušku na poprištu, CSI uspijeva ući u trag Gabrielu Sotu. |              |                              |                  |
| 133 | 12           | "Miami Confidential"         | 17.12.2007.      |
| Julia Winston (Elizabeth Berkley), privlačna i iznimno bogata žena, priredi zabavu za milijunaše na kojoj se raspravlja o kupnji privatnoga otoka. U međuvremenu, njezina uspješnog supruga Billa Winstona ustrijele u uredu. Stigavši na poprište zločina, Horatio otkrije da su on i Julia upleteni te da je ona Kyleova majka. Horatio kaže Juliji da je Kyle u zatvoru. Ubojstvo bogataša večer uoči Kyleova suđenja prisili Horatia da se suoči sa svojom prošlošću. |              |                              |                  |
| 134 | 13           | "Raising Caine"              | 14.1.2008.       |
| Ryan i Alexx počinju obrađivati tijelo Rachel Hemming, mlade žene koja je nađena mrtva. U tom se trenutku zapali Ryanova privremena komora i plamen proguta poprište zločina. Ryan i Alexx za dlaku pobjegnu. Ekipa za očevid poslije otkrije da je zgrada bila kompletno opremljen laboratorij. Horatio i Ryan ispituju Jeremyja Broylesa, vlasnika zgrade i bivšeg dilera. On kaže da je Rachel bila uzorna stanarka i da nije imao pojma da je dilala metadon. Istraga o dilerima metadonom i smrt doušnika FBI-a prisile Nataliju da se suoči s odlukama iz prošlosti zbog kojih sada žali.                                                                    |              |                              |                  |
| 135 | 14           | "You May Now Kill the Bride" | 24.3.2008.       |
| Elitno vjenčanje prekine pucanj koji usmrti nevjestu manekenku neposredno prije nego što je izgovorila "uzimam". Mogući je osumnjičenik nesuđeni suprug, bejzbolska zvijezda. Horatio i narednik Tripp pretraže područje i ispitaju goste kao i Russela Brooksa, Tannerova kuma i bejzbolskog suigrača. Ubojicu nitko nije vidio. Pod noktima žrtve otkriveno je ljudsko tkivo. Tanneru se ulazi u trag pošto je pobjegao s mjesta zločina s tjelohraniteljem. |              |                              |                  |
| 136 | 15           | "Ambush"                     | 31.3.2008.       |
| Katheleen Newberry je nađena mrtva zavezana za volan na dnu Evergladesa. Kasnije se otkrije da je uzrok smrti bilo utapanje. Dok ekipa za očevid istražuje poprište zločina pred znatiželjnim promatračima, otkriju da iz auta nedostaje propusnica. Poslije je nađu kod vozača kamiona Teda Wallacea koji tvrdi da je propusnicu našao. Calleigh otkrije da joj je ukradena memorijska kartica iz fotoaparata. To ugrozi istragu i Calleighin ugled. |              |                              |                  |
| 137 | 16           | "All In"                     | 1.4.2008.        |
| Horatio se nalazi u brazilskoj džungli, suočen s vlastitom smrću. No tada mu se posreći da izvuče pištolj i ustrijeli grdosije koje ga okružuju. Umakavši, Horatio se vraća u Miami kako bi pomogao u potrazi za Calleigh i spašavanju. Nakon analize dokaza CSI otkriva sličnosti između Calleighine otmice i slučaja Newberry. |              |                              |                  |
| 138 | 17           | "To Kill a Predator"         | 21.4.2008.       |
| Ekipa za očevid rješava slučaj pljačke u kojoj je poginuo odvjetnik Sean Radley. Pošto pregleda tijelo, Alexx uoči da je njegova slomljena bedrena kost probušila nešto ispod automobila izazivajući curenje bio-diesela, koje je vrlo rijetko. Kada istraže Seanovo podrijetlo, otkriju da je njegova žena nedavno podnijela zahtjev za rastavu. Poznato je da je on imao vezu sa svojom tajnicom, ali ju je prekinuo jer se zainteresirao za neku drugu ženu. |              |                              |                  |
| 139 | 18           | "Tunnel Vision"              | 28.4.2008.       |
| Muškarac upadne u otvor kanalizacije za koji se ispostavi da je prikriveni tunel. Daljnja istraga pokaže da je tunel povezan s pljačkom obližnje banke. Lori Stoltz, pomoćnica upravitelja banke, nađena je mrtva u tunelu. Njezin šef Richard Cyrus šokira se kad pomisli da je zaposlenica od njegova najvećeg povjerenja isključila alarm i ukrala polog. Dokazi upućuju na zloglasnog dilera drogom i nekadašnju dječju zvijezdu poznatu po nevinom imidžu. |              |                              |                  |
| 140 | 19           | "Rock and a Hard Place"      | 5.5.2008.        |
| Koketirajući na jet-skiju, bivši osuđenik Jim Faber utrkuje se s Mary Landis. Odjednom padne sa skutera i pluta licem prema dolje. Na poprište zločina dolazi ekipa za očevid. Delko pod vodom otkrije ploče koje su prouzročile Jimove ozljede glave. Daljnja istraga pokazuje da je ploča bačena s mosta, a Alexx otkrije da je njezin sin umiješan u ubojstvo. |              |                              |                  |
| 141 | 20           | "Down to the Wire"           | 12.5.2008.       |
| Specijalni odred pozovu da spasi sina i kćer kojima prijeti otac. Specijalci provale kroz vrata, a Michaela Maddoxa zateknu s nožem. Briggs na to zapuca i ubije Michaela. Nakon incidenta uvide da je Michael nepotrebno ubijen. Poziv na 911 bio je lažan i Michael nije nikome ugrožavao život. Poziv vodi do susjeda koji je tvrdio da nije bio doma iako je ranije toga dana našao čovjeka na drvetu u svom dvorištu. |              |                              |                  |
| 142 | 21           | "Going Ballistic"            | 19.5.2008.       |
| Na ulicama Miamija nađen je Manny Ortega kojeg su navodno gurnuli s prozora na desetom katu. Kada CSI dolazi proučiti poprište zločina, meci frcaju sa svih strana. Svi se sklone, ali za Higgins je prekasno. Ubiju je i ona ostane ležati pokraj Ortegina beživotnog tijela. Horatio u međuvremenu intervjuira Evana Caldwella, agenta FBI-a na tajnom zadatku. |              |                              |                  |